# Bretazenil
Bretazenil (Ro16-6028) é um fármaco da classe das imidazopirrolobenzodiazepinas, ansiolítico derivado da família das benzodiazepinas e foi sintetizado em 1988. Sua estrutura está relacionada ao antagonista GABA flumazenil, embora seus efeitos sejam um pouco diferentes. É classificado como um benzodiazepínico de alta potência devido à sua ligação de alta afinidade aos locais de ligação dos benzodiazepínicos onde atua como um agonista parcial. Seu perfil como agonista parcial e dados de ensaios pré-clínicos sugerem que pode ter um perfil de efeitos adversos reduzido. Em particular, o bretazenil causa um menor desenvolvimento de tolerância e síndrome de abstinência após a descontinuação do uso. O bretazenil difere dos 1,4-benzodiazepínicos tradicionais por ser um agonista parcial e por se ligar às subunidades α1, α2, α3, α4, α5 e α6 do receptor GABAA. Os 1,4-benzodiazepínicos ligam-se apenas aos complexos α1, α2, α3 e α5 do receptor GABAA.

## História
Originalmente, o bretazenil foi desenvolvido como um ansiolítico e também foi estudado para uso como anticonvulsivante, mas nunca foi comercializado. Os efeitos do bretazenil também podem ser revertidos rapidamente pela ação do flumazenil, que é usado como antídoto em casos de overdose de benzodiazepínicos.
Os benzodiazepínicos tradicionais estão associados a efeitos colaterais como sonolência, dependência física e potencial de abuso. Esperava-se que o bretazenil e outros agonistas parciais fossem uma melhora em relação aos benzodiazepínicos tradicionais, que são agonistas completos. Por uma variedade de razões, no entanto, o bretazenil e outros agonistas parciais, como pazinaclone e abecarnil, não foram clinicamente bem-sucedidos. No entanto, a pesquisa continua em outros agonistas parciais e compostos que são seletivos para certos subtipos do receptor GABAA.

## Tolerância e dependência
Num estudo em ratos, foi demonstrada tolerância cruzada entre o clordiazepóxido e o bretazenilo. Em um estudo com primatas, o bretazenil foi considerado capaz de substituir o agonista total diazepam em primatas dependentes de diazepam sem precipitar os efeitos de abstinência, demonstrando uma tolerância cruzada entre o bretazenil e os agonistas de benzodiazepina, enquanto outros agonistas parciais precipitaram uma síndrome de abstinência. Essas diferenças são provavelmente resultados das propriedades intrínsecas entre os diferentes agonistas parciais benzodiazepínicos. Tolerância cruzada entre bretazenil e benzodiazepínicos agonistas completos também foi demonstrada em ratos. Em ratos, a tolerância aos efeitos anticonvulsivantes foi mais lenta em comparação com o diazepam. No entanto, a tolerância aos efeitos anticonvulsivantes do agonista parcial do bretazenil desenvolveu-se mais rapidamente do que ao imidazenil.

## Farmacologia
O bretazenil tem um espectro de ação mais amplo do que os benzodiazepínicos tradicionais, pois demonstrou ter uma ligação de baixa afinidade aos receptores GABAA α4 e α6, além de atuar nas subunidades α1, α2, α3 e α5. O agonista parcial imidazenil, entretanto, não atua nessas subunidades. 0,5 mg de bretazenil é aproximadamente equivalente a 10   mg de diazepam. O bretazenil produz efeitos sedativos-hipnóticos marcantes quando tomado sozinho e quando combinado com álcool. Estudos em humanos indicam que o bretazenil é possivelmente mais sedativo do que o diazepam. A razão é desconhecida, mas um estudo sugere a possibilidade de que um metabólito agonista total possa ser gerado em humanos, mas não em animais testados anteriormente, ou que haja diferenças significativas nos receptores de benzodiazepina em animais e humanos.
Num estudo com macacos, o bretazenil demonstrou antagonizar os efeitos das benzodiazepinas agonistas completas. No entanto, bretazenil melhorou os efeitos de neuroesteróides que actuam no receptor GABAA. Outro estudo descobriu que o bretazenil agiu como um antagonista, provocando sintomas de abstinência em macacos que eram fisicamente dependentes do agonista completo triazolam.
Os agonistas parciais dos receptores de benzodiazepínicos têm sido propostos como uma possível alternativa aos benzodiazepínicos agonistas completos, a fim de mitigar os problemas de tolerância, dependência e abstinência que limitam o papel dos benzodiazepínicos no tratamento da ansiedade, insônia e epilepsia. Esses efeitos adversos parecem ser menos incidentes com o bretazenil do que com os agonistas completos. Verificou-se também que o bretazenil tem menorpotencial de abuso do que os agonistas totais de benzodiazepínicos, como o diazepam e o alprazolam, no entanto, o uso de bretazenil em longo prazo ainda pode desencadear dependência e vício.
O bretazenil altera o perfil EEG do sono, causa uma redução na secreção de cortisol e aumenta significativamente a liberação de prolactina. O bretazenil tem propriedades hipnóticas eficazes, mas prejudica a capacidade cognitiva em humanos. O bretazenil causa uma redução no número de movimentos entre os estágios do sono e retarda o movimento no sono REM. Na dosagem de 0,5mg de bretazenil, o estágio REM do sono é reduzido, enquanto o estágio 2 do sono é prolongado.